# Jussi Nuorela
Jussi Johan Nuorela (ur. 11 sierpnia 1974 w Valkeakoski) – fiński piłkarz występujący na pozycji obrońcy.

## Kariera klubowa
Nuorela karierę rozpoczynał w sezonie 1991 w pierwszoligowym zespole FC Haka. Jego barwy reprezentował przez 4 sezony. Pod koniec 1994 roku odszedł do holenderskiego FC Groningen. W Eredivisie zadebiutował 26 października 1994 w wygranym 3:1 meczu z RKC Waalwijk. W Groningen spędził kilka miesięcy i przed rozpoczęciem sezonu 1995 ligi fińskiej, wrócił do Haki. W sezonie 1995 zdobył z nią mistrzostwo Finlandii.
W końcówce 1996 roku Nuorela został graczem holenderskiego drugoligowca, FC Zwolle. Grał tam do końca sezonu 1998/1999. Następnie przez jeden sezon występował w niemieckiej Fortunie Düsseldorf z Regionalligi West/Südwest. Potem wrócił do Finlandii, gdzie przez 2 sezony grał w drużynie MyPa-47. W obu sezonach zajął z nią 3. miejsce w pierwszej lidze.
W 2002 roku Nuorela przeszedł do szwedzkiego Malmö FF. Jednak jeszcze przed debiutem w jego barwach, został wypożyczony do duńskiego Silkeborga. W połowie 2002 roku wrócił do Malmö i 14 lipca 2002 w przegranym 0:2 spotkaniu z GIF Sundsvall zadebiutował w Allsvenskan. W sezonie 2002 wraz z Malmö wywalczył wicemistrzostwo Szwecji.
Pod koniec 2003 roku odszedł do tureckiego Elazığsporu. W sezonie 2003/2004 zajął z nim ostatnie, 18. miejsce w Süper Lig i spadł do TFF 1. Lig. Wówczas jednak przeniósł się do zespołu FC Vaduz z Liechtensteinu, grającego w drugiej lidze szwajcarskiej. Spędził tam sezon 2004/2005.
Następnie Nuorela występował w zespołach pierwszej ligi fińskiej, TPS oraz Interze Turku. W sezonie 2008 wraz z Interem zdobył mistrzostwo Finlandii, po czym zakończył karierę.

## Kariera reprezentacyjna
W reprezentacji Finlandii Nuorela zadebiutował 25 stycznia 1994 w wygranym 1:0 towarzyskim meczu z Katarem. 18 lutego 2001 w wygranym 2:1 towarzyskim pojedynku z Omanem strzelił swojego jedynego gola w kadrze. W latach 1994–2003 w drużynie narodowej rozegrał 20 spotkań.